# Чхве Рьон Хе
Чхве Рьон Хе (кор. 최룡해) — державний і військовий діяч КНДР. Голова Президії Верховної Народного Зібрання КНДР з 11 квітня 2019 року, віце-маршал Корейської Народної армії.

## Біографія
Народився в сім'ї Чхве Хена, з кінця 1930-х років близького соратника Кім Ір Сена, який воював разом з ним у складі 88-ї бригади Робітничо-Селянської Червоної Армії Далекосхідного фронту, і служив у 1968—1976 роках міністром оборони КНДР
Чхве Рен Хе здобув освіту в престижному Мангендесському революційному училищі, потім навчався в Університеті ім. Кім Ір Сена. Після закінчення працював в університеті інструктором партії.
У 1980 році переходить на роботу в Союз соціалістичної трудової молоді Кореї (ССТМК) — молодіжну організацію правлячої Трудової партії Кореї як керівник культурних програм з обміну досвідом. З 1981 року він обіймає посаду заступника керівника ССТМК. Бувши на цій посаді, Чхве Рен Хе відвідує з візитами СРСР, КНР, Японію, Лівію та Грецію. У 1986 році він обіймає посаду першого секретаря ЦК Спілки молоді та, відповідно, стає членом ЦК ТПК. Робота керівником головної молодіжної організації стає помітною віхою його біографії.
Крім того, на початку 1990-х років Чхве Рен Хе очолює низку спортивних організацій країни: у 1990 — футбольної федерації КНДР, а з 1991 — федерації тхеквондо. 1998 року він залишає ці посади, як і керівництво молодіжною організацією.
Чхве Рьон Хе був обраний депутатом Верховного Народного Збору КНДР та членом його Президії, працював керівником відділу із загальних питань при ЦК партії. У 2006—2010 роках він обіймав посаду першого секретаря комітету ТПК у провінції Хванхе-Пукто, отримавши досвід керівництва стратегічно важливою провінцією, що тягнеться від столиці КНДР на півночі до демілітаризованої зони, що відокремлює КНДР від Республіки Корея, на півдні. До складу провінції входить місто Кесон — давня столиця Кореї в епоху династії Коре, а з 2010 року до неї приєднано ще три повіти, які раніше належали до Пхеньяну, що зміцнило авторитет Чхве Рен Хе.
Чхве Рьон Хе був включений до складу делегації КНДР, яка супроводжувала державний візит Кім Чен Іра до КНР.
Перед ІІІ конференцією ТПК, що відбулася 28 вересня 2010 року, проведено в генерали армії, а на самій конференції обрано членом Центральної військової комісії ТПК, членом Секретаріату та кандидатом у члени Політбюро ЦК ТПК. На п'ятому засіданні Верховної Народної Зборів КНДР 12 скликання (2009—2014 рр.) обирається членом Державного комітету оборони.
У період піднесення Кім Чен Іна на вищі посади в КНДР Чхве Рьон Хе стає віце-маршалом КНА і незабаром, на IV конференції ТПК 11 квітня 2012 р. обирається заступник голови Центральної військової ради, вводиться до складу Політбюро ЦК ТПК. Також Чхве Рен Хе очолює Головне Політичне управління Корейської Народної Армії.
22 травня 2013 року Чхве Рьон Хе здійснює поїздку до КНР, де зустрічається з високопоставленими представниками китайського керівництва з метою врегулювання корейської кризи. Після арешту Чан Сон Тхека 12 грудня 2013 року деякі ЗМІ називають Чхве Рен Хе другою людиною в північнокорейській політиці після Кім Чен Іна та уважно стежать за його просуванням кар'єрними сходами, відзначаючи, що політик пропустив кілька великих публічних заходів і залишив посаду керівника ГПУ КНА.
У 2016 році Чхве Рьон Хе став заступником голови Держради КНДР.
На першій сесії Верховного народного зібрання КНДР 14 скликання 11 квітня 2019 року обрано Головою Президії Верховного Народного Збору КНДР. Також призначений першим заступником Голови Державної ради КНДР Маршала Кім Чен Іна.
У 1993 році Чхве Рьон Хе відзначений званням Героя КНДР.
Південнокорейські ЗМІ стверджували, що другий син Чхве Рьон Хе — Чхве Сон — з 2014 року одружений із молодшою сестрою Маршала Кім Чен Іна — Кім Йо Чжон.

## Нагороди
Нагороди Чхве Рьон Хэ показані на його портреті.
|  |  |  |
|  |  |  |
|  |  |  |
|  |  |  |
|  |  |  |
|  |  |  |